# Habeahan
Habeahan is een bestuurslaag in het regentschap Humbang Hasundutan van de provincie Noord-Sumatra, Indonesië. Habeahan telt 550 inwoners (volkstelling 2010).